# Traslazione della santa Casa e santi
La traslazione della santa Casa e santi è dipinto olio su tela realizzato da Enea Salmeggia detto il Talpino nel 1622 per i santuario della Madonna di Loreto di Cenate Sotto e conservato dall'Ottocento nella controfacciata della chiesa di San Martino Vescovo, situata nello stesso paese.

## Storia
Il dipinto, che raffigura il trasporto della casa di Maria da Nazareth a Loreto nel 1291, fu commissionato per la controfacciata del santuario mariano loretano di Cenate Sotto, le misure esatte e la forma centinata ne confermano la commissione. Fu eseguito dall'artista dietro il pagamento di 300 lire necessarie per l'acquisto dei materiali, inoltre 30 lire di vino e 4 di frumento. Tra i disegni del Salmeggia conservati in Accademia Carrara di Bergamo, vi è anche il disegno in acquarello riferibile al dipinto, anche se presenta alcune particolari differenze. La Madonna col Bambino è infatti raffigurata in piedi a terra. Vi sono inoltre lo studio per la raffigurazione di san Francesco sia in piedi che inginocchiato.
Secondo lo storico Francesco Tassi il dipinto era conservato nel santuario almeno fino al 1764, mentre nel 1819 risulta che fosse presente nella chiesa dedicata a san Martino di Tours. Nel 1910 l'opera è stata oggetto di un importante restauro venendo poi riposizionata in controfacciata dopo il 1920 quando la chiesa fu ampliata.

## Descrizione
Il dipinto centinato di grandi dimensioni si sviluppa su due livelli. Quello superiore raffigura il trasporto della santa casa di Loreto con la Madonna col Bambino. Un paesaggio collinare e marino con greggi al pascolo, divide i due livelli. In quello inferiore vi sono raffigurati ben otto santi facendo di questa tela una delle più impegnative mai realizzate dall'artista nembrese. Proprio ai piedi di san Carlo Borromeo l'artista ha posto la sua firma: AENEAS SALMETIA. F MDCXXII.
La santa casa posta sopra le nuvole è sorretta da putti e, volando nel cielo chiaro, è la parte centrale dell'opera, quella che maggiormente attira l'osservatore.
I santi raffigurati sulla parte inferiore sono facilmente riconoscibili dagli attributi. A sinistra san Giovanni Battista, tiene il vessillo con la scritta «Ecce agnus Dei, accanto sant'Alessandro di Bergamo negli abiti da soldato di Tebe, segue, inginocchiato san Carlo Borromeo in abiti cardinalizi, e accanto a lui san Francesco d'Assisi che inginocchiato tiene una croce lignea e volge la sua preghiera a terra dove è ben visibile un teschio umano. Sul lato destro vi è santa Dorotea che rivolge lo sguardo verso l'osservatore, situazione che riporta ad altri personaggi femminili raffigurati dall'artista, come santa Grata raffigurata nel Posa della prima pietra del tempio presente sulla cappella dedicata alla santa della basilica di Sant'Alessandro in Colonna di Bergamo, segue santa Dorotea che regge un canestro con frutti. Accanto santa Margherita di Antiochia con il crocifisso, santa Caterina da Siena con il giglio, e inginocchiata nella parte più centrale santa Maria Maddalena con gli oli.
Il dipinto dai brillanti colori conferma che l'artista aveva raggiunto un'importante maturazione artistica che sa ben bilanciare il messaggio sacro che l'opera doveva avere, con quello pittorico. La Vergine col Bambino è posta nella luce del cielo, sorretta sulle nubi da putti e angeli. Il Bambino benedicente volge il suo sguardo benevolo verso l'osservatore.